# Philip D. Lawley
Philip Douglas Lawley (* 4. Juli 1927 in Abbots Bromley, Staffordshire; † 18. Dezember 2011) war ein britischer Chemiker und Krebsforscher. 1964 publizierte er den ersten überzeugenden Beweis dafür, dass nicht – wie bis dahin vermutet – Proteine, sondern die DNA das Hauptziel für krebserregende Chemikalien ist. Vier Jahre zuvor hatte er bereits in Kooperation mit dem Chemiker Peter Brooks einen DNA-Reparaturmechanismus identifiziert, der dem Angriff von krebserregenden Substanzen auf die DNA entgegenwirkt. Diese Befunde waren der Grundstein für die heute allgemein anerkannte Theorie, dass das primäre Krankheitsereignis bei der Krebsentstehung eine Veränderung in den Genen infolge einer somatischen Mutation ist.

## Leben
Philip Lawley, dessen beide Eltern Lehrer waren, studierte Chemie an der University of Oxford und wechselte 1949 – nach dem Bachelor-Abschluss – an die University of Nottingham, wo er 1953 den Doktor-Grad (Ph.D.) erwarb. Schwerpunkt seiner Tätigkeit war – noch bevor James Watson und Francis Crick im April 1953 die Struktur der DNA publizierten – die Untersuchung der physikochemischen Eigenschaften der DNA. Laut einem Nachruf im Fachblatt Nature war Lawly der Erste, der die später so bezeichnete Denaturierung der DNA, also die Aufspaltung der DNA-Doppelhelix in zwei Stränge, erforschte.
1953 wurde Lawley als Chemiker im Chester Beatty Research Institute (heute: Institute of Cancer Research) in London angestellt. Dort gehörte es zunächst zu seinen Aufgaben, die molekularen Wechselwirkungen zu erforschen, die zwischen der DNA und Arzneimittelwirkstoffen bestehen, die gegen Krebszellen wirksam sein könnten. Seit der zweiten Hälfte der 1950er-Jahre erforschte er, auf welche Weise mutagene und karzinogene Substanzen an DNA binden. Eine dieser Substanzen war der seit dem Ersten Weltkrieg berüchtigte chemische Kampfstoff Senfgas aus der Gruppe der Loste, der u. a. die Zellteilung hemmt. Auf Basis von Stickstofflost-Derivaten wurden daher ab den 1920er-Jahren die ersten Zytostatika entwickelt und –  wie heute zum Beispiel das Cyclophosphamid –  in der Krebstherapie eingesetzt; in England wurde nach Ende des Zweiten Weltkriegs radioaktiv markiertes Senfgas im Radiochemical Centre in Amersham (Buckinghamshire) hergestellt. Ihre Experimente, die 1960 und 1964 über den Zusammenhang von Senfgas, Krebsentstehen und DNA publiziert wurden, führten Lawley und Brookes aus Sicherheitsgründen nicht in London durch, sondern nordwestlich von London in Buckinghamshire in der einsam gelegenen Pollards Wood Research Station. Auch in den folgenden Jahrzehnten bis zu seiner Pensionierung im Jahr 1992 untersuchte Lawley am Institute of Cancer Research die chemischen Mechanismen, aufgrund derer es Schadstoffen möglich ist, Mutationen auszulösen und die DNA zu schädigen.
1975 wurde Lawly der akademischen Grad des Doctor of Science (D.Sc.) verliehen, ab 1975 war er Professor für chemische Krebsentstehung an der Universität London. 2003 wurde zu Ehren von Lawley und Brookes ein neu errichtetes Laborgebäude des Institute of Cancer Research nach beiden benannt.
Philip Lawley hinterließ seine Ehefrau Pauline, das Paar hatte eine Tochter und zwei Söhne.

## Belege
1. 1 2  Professor Philip Lawley. Nachruf auf dem Server des Institute of Cancer Research, zuletzt eingesehen am 7. September 2020.
2. 1 2   Stanley Venitt und David H. Phillips: Philip D. Lawley (1927–2011). In: Nature. Band 482, 2012, S. 36, doi:10.1038/482036a.
3. ↑  Peter Brookes und Philip D. Lawley: Evidence for the Binding of Polynuclear Aromatic Hydrocarbons to the Nucleic Acids of Mouse Skin: Relation between Carcinogenic Power of Hydrocarbons and their Binding to Deoxyribonucleic Acid. In: Nature. Band 202, 1964, S. 781–784, doi:10.1038/202781a0.
4. ↑  Peter Brookes und Philip D. Lawley: The reaction of mustard gas with nucleic acids in vitro and in vivo. In: Biochemical Journal. Band 77, Nr. 3, 1960, S. 478–484, doi:10.1042/bj0770478, Volltext (PDF).
5. ↑  Stan Venitt und David H. Phillips: Philip D. Lawley (1927–2011). In: Mutation Research/Fundamental and Molecular Mechanisms of Mutagenesis. Band 732, Nr. 1–2, 2012, S. 1–2, doi:10.1016/j.mrfmmm.2012.02.003.

| Personendaten    | Personendaten                                         |
| ---------------- | ----------------------------------------------------- |
| NAME             | Lawley, Philip D.                                     |
| ALTERNATIVNAMEN  | Lawley, Philip Douglas (vollständiger Name)           |
| KURZBESCHREIBUNG | britischer Chemiker und Krebsforscher                 |
| GEBURTSDATUM     | 4. Juli 1927                                          |
| GEBURTSORT       | Abbots Bromley, Staffordshire, Vereinigtes Königreich |
| STERBEDATUM      | 18. Dezember 2011                                     |